# Línia evolutiva de Turtwig
Aquesta línia evolutiva de Pokémon inclou Turtwig, Grotle i Torterra.

## Turtwig
Turtwig és una de les espècies que apareixen a la franquícia Pokémon, una sèrie de videojocs, anime, mangues, llibres, cartes col·leccionables i altres mitjans que va ser inventada per Satoshi Tajiri i ha generat milers de milions de dòlars en beneficis per a Nintendo i Game Freak. És de tipus planta i evoluciona a Grotle. Ha estat comparat amb la tortuga fòssil Sphenophyllum colombianum.

## Grotle
Grotle és una de les espècies que apareixen a la franquícia Pokémon, una sèrie de videojocs, anime, mangues, llibres, cartes col·leccionables i altres mitjans que va ser inventada per Satoshi Tajiri i ha generat milers de milions de dòlars en beneficis per a Nintendo i Game Freak. És de tipus planta. Evoluciona de Turtwig i evoluciona a Torterra.

## Torterra
Grotle és una de les espècies que apareixen a la franquícia Pokémon, una sèrie de videojocs, anime, mangues, llibres, cartes col·leccionables i altres mitjans que va ser inventada per Satoshi Tajiri i ha generat milers de milions de dòlars en beneficis per a Nintendo i Game Freak. És de tipus planta i evoluciona de Grotle.